# سعيد مهري
سعيد مهري (من مواليد 16 سبتمبر 1995) هو لاعب كرة قدم إيراني لعب في صفوف نادي استقلال طهران في دوري المحترفين الإيراني.

## روابط خارجية
- سعيد مهري على موقع قاعدة بيانات كرة القدم.إي يو (الإنجليزية)
- سعيد مهري على موقع Soccerway.com (الإنجليزية)